# Gran Premio di superbike di Phillip Island 1995
Il Gran Premio di Superbike di Phillip Island 1995 è stata la dodicesima e ultima prova del Campionato mondiale Superbike 1995, è stato disputato il 29 ottobre sul Circuito di Phillip Island e ha visto la vittoria di Troy Corser in gara 1, mentre la gara 2 è stata vinta da Anthony Gobert.

## Risultati

### Gara 1

#### Arrivati al traguardo[3]
| Pos. | Nº | Pilota               | Motocicletta | Tempo     | Griglia | Punti |
| ---- | -- | -------------------- | ------------ | --------- | ------- | ----- |
| 1º   | 11 | Troy Corser          | Ducati       | 35:23.508 | 2º      | 25    |
| 2º   | 3  | Aaron Slight         | Honda        | +0:00.068 | 5º      | 20    |
| 3º   | 5  | Simon Crafar         | Honda        | +0:01.017 | 6º      | 16    |
| 4º   | 1  | Carl Fogarty         | Ducati       | +0:03.832 | 3º      | 13    |
| 5º   | 33 | John Reynolds        | Kawasaki     | +0:18.356 | 4º      | 11    |
| 6º   | 27 | Pierfrancesco Chili  | Ducati       | +0:34.097 | 10º     | 10    |
| 7º   | 19 | Freddie Spencer      | Ducati       | +0:34.173 | 12º     | 9     |
| 8º   | 36 | Kirk McCarthy        | Honda        | +0:34.678 | 9º      | 8     |
| 9º   | 66 | Mat Mladin           | Kawasaki     | +0:37.927 | 7º      | 7     |
| 10º  | 60 | Shawn Giles          | Ducati       | +0:37.964 | 8º      | 6     |
| 11º  | 53 | Jason Mcewen         | Ducati       | +0:44.911 | 14º     | 5     |
| 12º  | 8  | Piergiorgio Bontempi | Kawasaki     | +0:45.261 | 11º     | 4     |
| 13º  | 52 | Marty Craggill       | Kawasaki     | +0:49.085 | 16º     | 3     |
| 14º  | 67 | Mike Hale            | Ducati       | +0:54.084 | 13º     | 2     |
| 15º  | 49 | Robbie Baird         | Honda        | +0:55.312 | 18º     | 1     |
| 16º  | 47 | Steve Martin         | Suzuki       | +1:02.978 | 21º     |       |
| 17º  | 20 | Jochen Schmid        | Kawasaki     | +1:05.691 | 17º     |       |
| 18º  | 4  | Andreas Meklau       | Ducati       | +1:33.664 | 22º     |       |
| 19º  | 65 | David Emmerson       | Kawasaki     | +1 giro   | 26º     |       |
| 20º  | 57 | John Phelan          | Kawasaki     | +1 giro   | 32º     |       |
| 21º  | 44 | Tony White           | Kawasaki     | +1 giro   | 30º     |       |
| 22º  | 89 | Ed Miller            | Kawasaki     | +1 giro   | 34º     |       |
| 23º  | 54 | Phillip Harper       | Kawasaki     | +1 giro   | 28º     |       |
| 24º  | 51 | Michael Brenton      | Yamaha       | +1 giro   | 36º     |       |
| 25º  | 48 | Craig Stafford       | Yamaha       | +2 giri   | 35º     |       |
| NC   | 12 | Mauro Lucchiari      | Ducati       | +14 giri  | 15º     |       |

#### Ritirati
| Nº | Pilota                | Motocicletta | Giri     | Griglia |
| -- | --------------------- | ------------ | -------- | ------- |
| 69 | Benn Archibald        | Kawasaki     | +1 giri  | 23º     |
| 17 | Anthony Gobert        | Kawasaki     | +5 giri  | 1º      |
| 81 | Massimiliano Marchini | Kawasaki     | +11 giri | 25º     |
| 59 | Massimo Ottobre       | Ducati       | +14 giri | 33º     |
| 62 | Michael Bubb          | Kawasaki     | +16 giri | 31º     |
| 9  | Fabrizio Pirovano     | Ducati       | +16 giri | 19º     |
| 46 | Yves Briguet          | Honda        | +19 giri | 24º     |
| 16 | Brian Morrison        | Ducati       | +19 giri | 20º     |
| 55 | Alistair Maxwell      | Kawasaki     | +22 giri | 27º     |

### Gara 2

#### Arrivati al traguardo[4]
| Pos. | Nº | Pilota               | Motocicletta | Tempo     | Griglia | Punti |
| ---- | -- | -------------------- | ------------ | --------- | ------- | ----- |
| 1º   | 17 | Anthony Gobert       | Kawasaki     | 35:29.674 | 1º      | 25    |
| 2º   | 1  | Carl Fogarty         | Ducati       | +0:00.104 | 3º      | 20    |
| 3º   | 11 | Troy Corser          | Ducati       | +0:00.221 | 2º      | 16    |
| 4º   | 3  | Aaron Slight         | Honda        | +0:00.497 | 5º      | 13    |
| 5º   | 5  | Simon Crafar         | Honda        | +0:02.078 | 6º      | 11    |
| 6º   | 67 | Mike Hale            | Ducati       | +0:16.200 | 13º     | 10    |
| 7º   | 33 | John Reynolds        | Kawasaki     | +0:22.582 | 4º      | 9     |
| 8º   | 8  | Piergiorgio Bontempi | Kawasaki     | +0:25.739 | 11º     | 8     |
| 9º   | 60 | Shawn Giles          | Ducati       | +0:25.748 | 8º      | 7     |
| 10º  | 27 | Pierfrancesco Chili  | Ducati       | +0:43.990 | 10º     | 6     |
| 11º  | 16 | Brian Morrison       | Ducati       | +0:45.114 | 20º     | 5     |
| 12º  | 9  | Fabrizio Pirovano    | Ducati       | +0:54.810 | 19º     | 4     |
| 13º  | 52 | Marty Craggill       | Kawasaki     | +0:56.743 | 16º     | 3     |
| 14º  | 49 | Robbie Baird         | Honda        | +0:57.839 | 18º     | 2     |
| 15º  | 20 | Jochen Schmid        | Kawasaki     | +1:01.725 | 17º     | 1     |
| 16º  | 47 | Steve Martin         | Suzuki       | +1:14.976 | 21º     |       |
| 17º  | 69 | Benn Archibald       | Kawasaki     | +1:18.926 | 23º     |       |
| 18º  | 4  | Andreas Meklau       | Ducati       | +1:27.322 | 22º     |       |
| 19º  | 65 | David Emmerson       | Kawasaki     | +1 giro   | 26º     |       |
| 20º  | 57 | John Phelan          | Kawasaki     | +1 giro   | 32º     |       |
| 21º  | 89 | Ed Miller            | Kawasaki     | +1 giro   | 34º     |       |
| 22º  | 51 | Michael Brenton      | Yamaha       | +1 giro   | 36º     |       |
| 23º  | 48 | Craig Stafford       | Yamaha       | +2 giri   | 35º     |       |

#### Ritirati
| Nº | Pilota                | Motocicletta | Giri     | Griglia |
| -- | --------------------- | ------------ | -------- | ------- |
| 12 | Mauro Lucchiari       | Ducati       | +5 giri  | 15º     |
| 53 | Jason Mcewen          | Ducati       | +5 giri  | 14º     |
| 58 | Aldeo Presciutti      | Ducati       | +6 giri  | 29º     |
| 46 | Yves Briguet          | Honda        | +8 giri  | 24º     |
| 44 | Tony White            | Kawasaki     | +12 giri | 30º     |
| 81 | Massimiliano Marchini | Kawasaki     | +19 giri | 25º     |
| 66 | Mat Mladin            | Kawasaki     | +20 giri | 7º      |
| 36 | Kirk McCarthy         | Honda        | +22 giri | 9º      |
| 54 | Phillip Harper        | Kawasaki     | +22 giri | 28º     |
| 19 | Freddie Spencer       | Ducati       | +22 giri | 12º     |